# Pavelló Municipal d'Esports de Sabadell
El Pavelló Municipal d'Esports és un pavelló esportiu de Sabadell. Té una pista poliesportiva i una pista d'atletisme. Actualment, les activitats que s'hi duen a terme són: gimnàstica de manteniment, gimnàstica rítmica, escola de patinatge i competicions esportives.
Durant els Jocs Olímpics del 1992 el Pavelló es va convertir en l'única seu d'entrenament de taekwondo. Per altra banda, el 2012 s'hi va celebrar per primera vegada una exhibició internacional de Patinatge Artístic de Sabadell que va aplegar uns 150 patinadors.
El 2017 es va anunciar que es remodelaria l'edifici amb una inversió de 437.000 euros, amb l'objectiu de permetre fer activitats simultànies eliminant les pistes d'atletisme i reorganitzant l'àrea esportiva. Les obres havien de servir per potenciar la gimnàstica rítmica, gimnàstica de manteniment, escola de patinatge i altres esports.